# Fakarava (comune)
Fakarava è un comune della Polinesia francese di 1.578 abitanti delle Isole Tuamotu.
È composto da 7 atolli:
| Atollo             | villaggio principale | Abitanti 2007 | terre emerse (km²) | laguna (km²) | Coordinate       |
| ------------------ | -------------------- | ------------- | ------------------ | ------------ | ---------------- |
| Fakarava           | Rotoava              | 855           | 16                 | 1153         | 16°05′N 145°14′W |
| Aratika            | Paparara             | -             | 8,3                | 145          | 15°30′N 145°30′W |
| Kauehi1            | Tearavero            | 552           | 15                 | 320          | 15°50′N 145°07′W |
| Niau1              | Tupuna               | 171           | 20                 | 33           | 16°11′N 146°22′W |
| Raraka             | Motutapu             | -             | 7,2                | 342          | 16°10′N 144°53′W |
| Taiaro             | Paganie              | -             | 22                 | 6            | 15°45′N 144°38′W |
| Toau               | Maragai              | -             | 12                 | 561          | 15°49′N 146°00′W |
| comune di Fakarava | Rotoava              | 1578          | 100,5              | 2560         |                  |

1 Comune associato